# Theo Pinkus
Paul Theodor „Theo“ Pinkus (* 21. August 1909 in Zürich; † 5. Mai 1991 ebenda) war ein Schweizer Publizist, Verleger und Buchhändler.

## Leben
Paul Theodor „Theo“ Pinkus war der Sohn des Bankiers und Schriftstellers Lazar Felix Pinkus und der Schauspielerin Else Flatau (1888–1942). Er besuchte eine Privatschule, bis die Bank seines Vaters in Konkurs ging. 1923 trat er in den Freibund ein, eine Schweizer Schülerbewegung, in der über Marxismus und christlichen Sozialismus diskutiert wurde.
1927 begann Theo Pinkus eine Lehre als Verlagsbuchhändler im Rowohlt-Verlag in Berlin, die er 1929 erfolgreich beendete. In seinem Wohngebiet Rote Insel trat er dem kommunistischen Jugendverband (KJVD) bei und wurde 1929 von Wilhelm Pieck in die KPD aufgenommen. Seinem Genossen Willi Stoph brachte er nach Feierabend auf der Verlagspresse die technischen Fertigkeiten zur Herstellung von Flugblättern bei. Nach der Lehre bei Rowohlt arbeitete er ab 1930 für den Internationalen Arbeiterverlag und für den Neuen Deutschen Verlag von Willi Münzenberg.
Im Februar 1933 wurde er kurzzeitig von der SA verhaftet. Nach seiner Freilassung wurde ihm vom Schweizer Botschafter dringend angeraten, in die Schweiz zurückzukehren: „Jude, Kommunist und Ausländer — das ist ein bißchen viel. Fahren Sie weg.“
Zurück in der Schweiz wurde er Redaktor der Schweizer Ausgabe der Inprekorr (Internationale Presse-Korrespondenz, Organ der Kommunistischen Internationale) und gründete 1940 mit 1000 Franken Startkapital den Büchersuchdienst.
Von 1973 bis 1975 hatte er mit einer Zürcher Studiengruppe eine Ausstellung und einen Dokumentationsband zur Geschichte des Schweizer Gewerkschaftsbundes erarbeitet. Für den Dokumentenband Geschichte der Schweizerischen Arbeiterbewegung wurde ein Verlag gesucht. Das Buch sollte zuerst beim Huber-Verlag in Frauenfeld erscheinen, der das „linke Machwerk“ vor Erscheinen aus dem Programm kippte. Danach sprang die neu gegründete Schweizer Suhrkamp-Filiale in die Bresche, aber auch dort wurde auf Druck von oben auf eine Veröffentlichung verzichtet. Dies führte zur Gründung des genossenschaftlich geführten Limmat-Verlags in Zürich.
Pinkus hatte beim Auffliegen der Fichenaffäre im Jahr 1989 mit 252 Seiten die umfangreichste aller Fichen beim Schweizer Nachrichtendienst, hatte aber auch die Terrorismus-Unterstützerin Petra Krause kurz in seinem Laden beschäftigt.
Theo Pinkus war seit 1939 mit der Schweizer Frauenrechtlerin Amalie Pinkus verheiratet. Das Ehepaar hatte drei Söhne.

### Zeitdienst
Pinkus gab seit den 1940ern die Zeitschrift Zeitdienst heraus. Er verfasste mehrere Bücher und beschäftigte sich als Publizist mit dem Werk von Frans Masereel, dessen Bücher er mit herausgab. Mit seiner Ehefrau Amalie Pinkus begründete er auf der Grundlage seiner Privatbibliothek die 50.000 Bücher umfassende Studienbibliothek zur Geschichte der Arbeiterbewegung. Deren Sammelschwerpunkt waren die kommunistische Bewegung des 20. Jahrhunderts, Frühsozialismus, Marxismus, antifaschistischer Widerstand, Exil, Bücher aus dem und über den Realsozialismus, die Studentenbewegung von 1968 und neue soziale Bewegungen (Frauenbewegung, Umweltbewegung, Studentenbewegung) in der Schweiz und in Deutschland.

### Parteien und Initiativen
Theo Pinkus wurde 1943 zusammen mit Jules Humbert-Droz aus der Kommunistischen Partei der Schweiz ausgeschlossen und 1950 aus der Sozialdemokratischen Partei. Später war er Mitglied der Partei der Arbeit.
Pinkus gehörte 1971 zu den Mitbegründern des Ferienzentrums Stiftung Salecina in Maloja.
Durch seine vielfältigen Kontakte und Ideen wurde Pinkus in den 1980er Jahren zum Mentor der Geschichtswerkstätten.

## Veröffentlichungen (Auswahl)
- Sechs Jahre, die mein Leben bestimmten. 1927-1933 in Berlin. In: Die wilden Zwanziger. Weimar und die Welt 1919-1933. Elefanten Press, Berlin (West) 1986, ISBN 3-88520-194-1, S. 148–149.
- als Herausgeber: Briefe nach der Schweiz (Gustav Landauer, Erich Mühsam, Max Hölz, Peter Kropotkin). Limmat, Zürich 1972, DNB 572528485.
- als Herausgeber: Gespräche mit Georg Lukács. Hans Heinz Holz, Leo Kofler, Wolfgang Abendroth. (= Rowohlt-Paperback, Band 57). Rowohlt, Reinbek bei Hamburg 1967, DNB 456747834.
- als Herausgeber zusammen mit Konrad Farner: Der Weg des Sozialismus: Quellen und Dokumente vom Erfurter Programm 1891 bis zur Erklärung von Havanna. (= rowohlts deutsche enzyklopädie, Band 189/190). Rowohlt, Reinbek bei Hamburg 1962, DNB 455403686.

## Filme
- Kommunistische Jugend in Schöneberg. Erinnerungen von Theo Pinkus und Gerhard Birkholz. Dokumentarfilm von Pim Richter. MedienOperative Berlin 1983.
- Die Wahrheit ist zumutbar. Filmgespräch mit Thomas Grimm, 1991.
- Theo Pinkus 1909–1991. Interview-Film von Ona Pinkus und Benjamin Weiss. CH, 2009.